# Danko Marinelli
Danko Marinelli (* 30. Mai 1987 in Rijeka) ist ein kroatischer Skirennläufer.

## Karriere
Sein erstes FIS-Rennen bestritt Marinelli im November 2002. Von 2004 bis 2007 nahm er an den Juniorenweltmeisterschaften teil, als bestes Resultat erreichte er den 31. Platz im Riesenslalom 2005. In diesem Jahr startete er auch bei den Weltmeisterschaften in Bormio im Slalom und im Riesenslalom, erreichte aber in keinem der Rennen das Ziel. Bei den Olympischen Winterspielen 2006 in Turin ging er im Slalom an den Start, fiel aber im ersten Durchgang aus. Bei den Weltmeisterschaften 2007 belegte er den 41. Rang im Riesenslalom, den Slalom konnte er wieder nicht beenden.
Am 6. Januar 2009 hatte der Kroate seinen ersten und einzigen Start im Weltcup. Im Slalom von Zagreb lag er nach dem ersten Lauf auf Platz 38 und qualifizierte sich nicht für den zweiten Durchgang. Bei den Weltmeisterschaften 2009 in Val-d’Isère kam er im Riesenslalom auf Rang 53, im Slalom fiel er im ersten Durchgang aus.
2010 nahm Marinelli zum zweiten Mal an Olympischen Winterspielen teil und erreichte mit Rang 32 im Slalom sein bestes Ergebnis bei einem internationalen Großereignis. Danach startete er noch bei einigen FIS-Rennen in Europa, seitdem ist er nicht mehr als Rennläufer in Erscheinung getreten.

## Erfolge

### Olympische Winterspiele
- Turin 2006: DNF Slalom
- Vancouver 2010: 32. Slalom, DSQ Riesenslalom

### Weltmeisterschaften
- Bormio 2005: DNF Riesenslalom, DNF Slalom
- Åre 2007: 41. Riesenslalom, DNQ Slalom
- Val-d’Isère 2009: 53. Riesenslalom, DNF Slalom-

### Juniorenweltmeisterschaften
- Maribor 2004: 66. Abfahrt, 74. Super-G, DNF Riesenslalom
- Bardonecchia 2005: 31. Riesenslalom, 32. Slalom, DNF Super-G
- Québec 2006: 38. Super-G, 43. Riesenslalom, 52. Abfahrt, DNF Slalom
- Altenmarkt 2007: 46. Abfahrt, 73. Riesenslalom, DNF Super-G, DNF Slalom

### Weitere Erfolge
- 3 Siege bei FIS-Rennen